# 塞内斯德拉维加
塞内斯德拉维加（西班牙語：Cenes de la Vega）是西班牙安达卢西亚自治区格拉纳达省的一个市镇。总面积7平方公里，总人口5711人（2001年），人口密度816人/平方公里。